# Eulonchopria flavescens
Eulonchopria flavescens är en biart som först beskrevs av Heinrich Friese 1916.  Eulonchopria flavescens ingår i släktet Eulonchopria och familjen korttungebin. Inga underarter finns listade i Catalogue of Life.